# Hans Munck
Hans Munck, (født 18. februar 1906, død 3. oktober 1976) var en dansk modstandsmand, mejerist, koncertarrangør, foredragsholder, grønlandsfarer, landmand, skoleleder og missionær. Hans livsværk er Unge Hjem Bevægelsen og Unge Hjems Højskole.

## Opvækst og uddannelse
Hans Munck blev født i Sønder Rind ved Viborg som gårdmandssøn. Da faderen døde, afbrød han sin mejeristuddannelse for at vende tilbage og drive gården sammen med sin mor.

## Karriere
Hans Munck blev påvirket af sin mors stærke tro, og uddannede sig til Indre Missionær i 1930. Han og hans kone Anne Marie Munck arbejdede først i Randers, så blev de udstationeret i Esbjerg, og det var her, han grundlagde sit livsværk, Unge Hjem Bevægelsen. Hans Munck bekymrede sig for de unge familier, også fordi han i Tyskland havde set hvordan nazisterne påvirkede dem, og han følte en forpligtelse til at hjælpe. Han lavede studiekredse, rådgivning og weekendstævner, og i begyndelsen af 1950`erne var det Danmarks største bevægelse med 200.000 medlemmer.
Indre Mission kaldte Munckfamilien til Aarhus, der var en politisk ændring på vej, og Hans Munck var manden der kunne åbne Indre Mission mod offentligheden. Han lavede blandt andet koncerter i Esbjerg, og det fortsatte han med i Aarhus sammen med foredrag, mange forskellige studiekredse og et kortvarigt forsøg på at drive biograf. Hans Munck inviterede hele byen, det var et princip, at alle mennesker skulle have adgang til Missionshuset Carmel.
Som en naturlig forlængelse af Unge Hjem Bevægelsen, byggede han Unge Hjems Højskole i Skåde Bakker syd for Aarhus, og han blev benævnt som `den progressive og fremsynede kraft i Indre Mission`. Skolen blev indviet i 1960, og Hans Munck var forstander indtil den 1. september 1976. Han insisterede på, at lærerne og foredragsholderne ikke udelukkende bestod af de mere konservative troende, han ville have et bredt spekter. Han var også den første til at drive en højskole som kursus- og hotelvirksomhed uden for sæsonen.
Han fungerede som repræsentant for kirken som helhed, da han to år i træk missionerede på Grønland, og han var, så vidt vides, den eneste Indre Missionær der deltog aktivt i modstandskampen under besættelsen.

## Privat
Hans Munck var gift med Anne Marie Munck, født John, de fik otte børn. Hans Munck døde kun en måned efter at han trådte tilbage som højskoleforstander.